# Dartford
Dartford – miasto w Anglii, w hrabstwie Kent, w dystrykcie Dartford, położone nad rzeką Darent, na południowo-wschodnich przedmieściach Londynu.

## Informacje ogólne
W 2001 roku miasto liczyło 56 818 mieszkańców. Dartford zostało wspomniane w Domesday Book (1086) jako Tarentefort.

## Miasta partnerskie
| Germany     | Hanau, Niemcy (Hesja)        |
| Netherlands | Capelle, Holandia od 1989 r. |
| Estonia     | Tallinn, Estonia od 1992 r.  |

## Przemysł
W mieście rozwinął się przemysł maszynowy, chemiczny, papierniczy, młynarski oraz materiałów budowlanych.

## Osoby
W mieście urodzili się Mick Jagger i Keith Richards, członkowie zespołu The Rolling Stones, a zmarł Józef Relidzyński – polski poeta.